# Hans-Böttcher-Preis
Der Hans-Böttcher-Preis war eine Auszeichnung, die von der Alfred Toepfer Stiftung F. V. S. in Hamburg zwischen 1960 und 1980 vergeben wurde. Ausgezeichnet wurden Autoren für Hörspiele in niederdeutscher Sprache. Der Preis wurde etwa im Abstand von zwei Jahren vergeben und den Preisträgern im Rahmen der Reihe niederdeutscher Preise verliehen.
Namensgeber war der Rundfunkpionier und Regisseur Hans Böttcher, der 1924 zur NORAG kam und dort als Erster die Werke niederdeutscher Autoren auf die Funkbühne brachte, die dann live vom Sender ausgestrahlt wurden, da es in den Anfangsjahren noch keine Aufzeichnungsmöglichkeiten gab.
Im Jahre 1982 wurde die Auszeichnung ebenso wie der Richard-Ohnsorg-, Klaus-Groth- und der Fritz-Stavenhagen-Preis mit dem Fritz-Reuter-Preis zusammengelegt. Dieser Preis ist ein Literaturpreis für Personen, die sich um das Niederdeutsche verdient gemacht haben.

## Preisträger

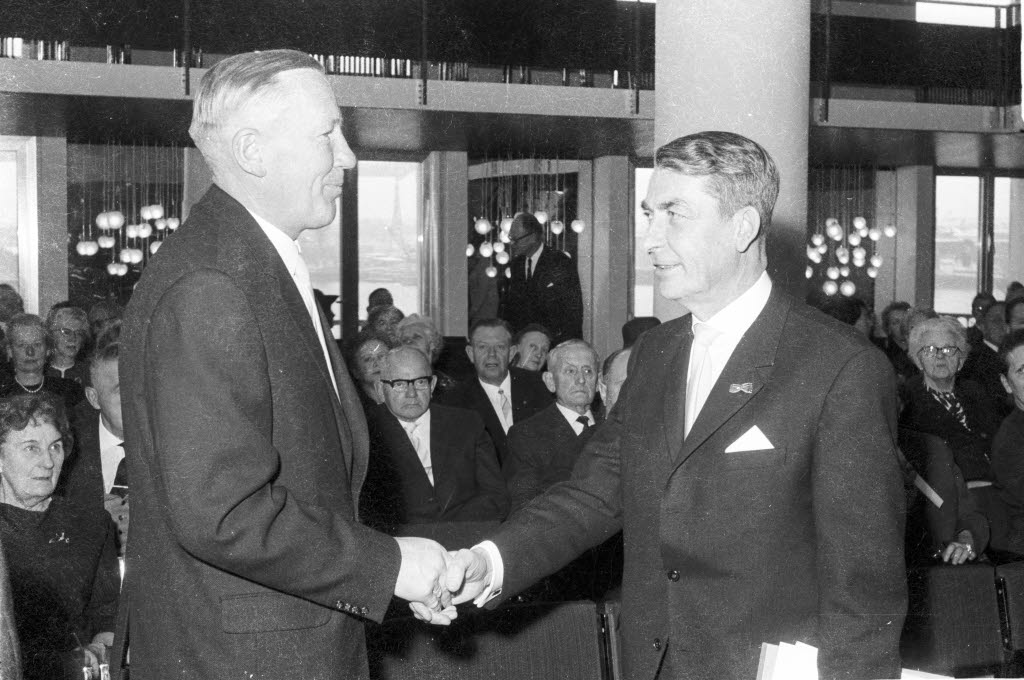
1965: Kultusminister Heydebreck (r.) gratuliert Hinrich Kruse (l.) zur Auszeichnung

- 1960: Heinrich Schmidt-Barrien (Frankenburg/Niedersachsen)
- 1962: Konrad Hansen (Bremen) für Den Eenen sien Uhl
- 1965: Hinrich Kruse (Braak bei Neumünster)	für Dat Andenken
- 1970: Ernst-Otto Schlöpke (Bremen) „für sein gesamtes Hörspielschaffen“
- 1972: Fritz Arend (Uphusen bei Bremen) für Achter de Steenmuer
- 1974: Wolfgang Sieg (Offenau bei Elmshorn)
- 1977: Heinz von der Wall (Ankum)
- 1980: Friedrich Hans Schaefer (Ahrensburg)

## Quelle
- Alfred Toepfer Stiftung F.V.S., schriftliche Mitteilung, erhalten am 17. Februar 2017